# Угас, Йорденис
Йорде́нис У́гас Эрна́ндес (исп. Yordenis Ugás Hernández; род. 14 июля 1986, Сантьяго-де-Куба) — кубинский боксёр-профессионал, выступающий в лёгкой и в полусредней весовых категориях. 
Член сборной Кубы по боксу во второй половине 2000-х годов, бронзовый призёр Олимпийских игр (2008), чемпион мира, чемпион Панамериканских игр, чемпион Игр Центральной Америки и Карибского бассейна, серебряный призёр Кубка мира, победитель многих турниров национального и международного значения в любителях.
Среди профессионалов супер-чемпион мира по версии WBA (2021—2022), бывший регулярный чемпион мира по версии WBA (2020—2021) в полусреднем весе.

## Биография
Йорденис Угас родился 14 июля 1986 года в Сантьяго-де-Куба.

### Любительская карьера
Впервые заявил о себе в 2003 году, став чемпионом мира среди юниоров. Год спустя попытался повторить этот успех, но на сей раз в финале проиграл британцу Амиру Хану. При этом на взрослом чемпионате Кубы занял третье место в полулёгкой весовой категории.
В 2005 году Угас поднялся в лёгкий вес, впервые одержал победу в зачёте национального первенства и вошёл в основной состав кубинской национальной сборной. Завоевал золотую медаль на панамериканском чемпионате, стал серебряным призёром Кубка мира в Москве и побывал на чемпионате мира в Мяньяне, где одолел всех своих соперников по турнирной сетке, в том числе взял верх над такими титулованными боксёрами как Хабиб Аллахвердиев и Рамал Аманов.
Был лучшим на Играх Центральной Америки и Карибского бассейна 2006 года в Картахене. Находился в составе кубинской команды, победившей на командном Кубке мира в Баку.
В 2007 году добавил в послужной список золотую медаль, выигранную на Панамериканских играх в Рио-де-Жанейро. Находясь в числе лидеров боксёрской команды Кубы, имел право на участие в чемпионате мира в Чикаго, однако страна отказалась отправлять своих боксёров на этот турнир по политическим соображениям.
Благодаря череде удачных выступлений Угас удостоился права защищать честь страны на летних Олимпийских играх 2008 года в Пекине — благополучно преодолел первых троих соперников в программе лёгкого веса, но на стадии полуфиналов со счётом 8:15 проиграл представителю Франции Дауда Сов и вынужден был довольствоваться бронзовой олимпийской медалью.
В 2009 году Йорденис Угас поднялся в первый полусредний вес и вновь одержал победу на чемпионате Кубы, в том числе в финале выиграл у Роньеля Иглесиаса.

### Профессиональная карьера
В 2010 Угас перебрался на постоянное жительство в США и успешно дебютировал на профессиональном уровне. В течение двух последующих лет одержал на профессиональном ринге одиннадцать побед. Первое поражение потерпел в марте 2012 года раздельным решением судей (счёт: 76-75, 75-76, 75-76) от малоизвестного небитого американского боксёра Джонни Гарсии (11-0).
В 2014 году оспаривал титул временного латинского чемпиона по версии Всемирного боксёрского совета (WBC), но опять же раздельным решением (счёт: 96-93, 94-95, 92-97) уступил небитому мексиканцу Эммануэлю Роблесу (9-0-1). Затем боксировал с небитым американцем Амиром Имамом (13-0), и тоже проиграл ему единогласным судейским решением (счёт: 74-78, 74-78, 73-79).
Несмотря на серию спорных поражений, Угас продолжил активно выходить на ринг и шёл на серии из восьми побед подряд. В частности, одной из его жертв 26 августа 2017 года стал опытный пуэрториканец Томас Дюлорме (24-2), которого он дважды отправлял в нокдаун.
8 сентября 2018 года, победив единогласным решением судей опытного аргентинца Сезара Мигеля Баррионуэво (34-3-2), получил статус обязательного претендента на титул WBC в полусреднем весе.
И 9 марта 2019 года опять раздельным решением (счёт: 113-115, 112-116, 117-111) уступил американцу Шону Портеру (29-2-1), в 12-ти раундовом бою за титул чемпиона мира по версии WBC (1-я защита Портера) в полусреднем весе.
6 сентября 2020 года, победив раздельным решением судей американца Абеля Рамоса (26-3-2), завоевал вакантный титул регулярного чемпиона мира по версии WBA в полусреднем весе.
В конце января 2021 года легендарный филиппинец Мэнни Пакьяо (62-7-2) ранее владевший титулом «суперчемпиона» по версии WBA, был переведён в «чемпионы в отпуске», так как он не выступает с июля 2019 года, а Угас соответственно, которому ранее принадлежал титул регулярного чемпиона по версии WBA, был повышен в статусе до «суперчемпиона» в полусреднем весе.
21 августа 2021 года в Лас-Вегасе (США) единогласным решением судей (счет: 115-113, 116-112 — дважды) победил знаменитого филиппинца Мэнни Пакьяо (62-7-2), и защитил титул чемпиона мира по версии WBA Super (1-я защита Угаса) в полусреднем весе.

## Статистика профессиональных боёв
В таблице перечислены результаты всех поединков боксёров.
В каждой строке указан результат поединка. Дополнительно номер поединка обозначен цветом, который обозначает итог поединка. Расшифровка обозначений и цветов представлена в нижеследующей таблице.
| Пример | Расшифровка                     |
| ------ | ------------------------------- |
|        | Победа                          |
|        | Ничья                           |
|        | Поражение                       |
|        | Планируемый поединок            |
|        | Поединок признан несостоявшимся |
| КО     | Нокаут                          |
| ТКО    | Технический нокаут              |
| PTS    | Решение судей (по очкам)        |
| UD     | Единогласное решение судей      |
| MD     | Решение большинства судей       |
| SD     | Раздельное решение судей        |
| RTD    | Отказ от продолжения боя        |
| DQ     | Дисквалификация                 |
| NC     | Поединок признан несостоявшимся |

| 32 поединка, 27 побед (12 нокаутом), 5 поражений. | 32 поединка, 27 побед (12 нокаутом), 5 поражений. | 32 поединка, 27 побед (12 нокаутом), 5 поражений. | 32 поединка, 27 побед (12 нокаутом), 5 поражений. | 32 поединка, 27 побед (12 нокаутом), 5 поражений.   | 32 поединка, 27 побед (12 нокаутом), 5 поражений. | 32 поединка, 27 побед (12 нокаутом), 5 поражений. |
| Бой                                               | Рекорд                                            | Дата боя                                          | Соперник                                          | Место проведения боя                                | Раундов, время                                    | Примечание |
| ------------------------------------------------- | ------------------------------------------------- | ------------------------------------------------- | ------------------------------------------------- | --------------------------------------------------- | ------------------------------------------------- | --- |
| 32                                                | 27-5                                              | 16 апреля 2022                                    | Эррол Спенс (27-0)                                | AT&T Stadium, Арлингтон, Техас, США                 | TKO 10 (12), 1:44                                 | Объединённый бой за титул чемпиона мира по версиям WBC (2-я защита Спенса), IBF (6-я защита Спенса) и WBA Super (2-я защита Угаса) в полусреднем весе. |
| 31                                                | 27-4                                              | 21 августа 2021                                   | Мэнни Пакьяо (62-7-2)                             | T-Mobile Arena, Лас-Вегас, Невада, США              | UD 12 (12)                                        | Счет: 115-113, 116-112 (дважды). Защитил титул чемпиона мира по версии WBA Super (1-я защита Угаса) в полусреднем весе.                                |
| 30                                                | 26-4                                              | 6 сентября 2020                                   | Абель Рамос (26-3-2)                              | Microsoft Theater, Лос-Анджелес, Калифорния, США    | SD 12 (12)                                        | Счет: 111-117, 115-113 (дважды). Завоевал вакантный титул регулярного чемпиона мира по версии WBA в полусреднем весе.                                  |
| 29                                                | 25-4                                              | 1 февраля 2020                                    | Майк Даллас, мл. (23-3-2)                         | Beau Rivage Resort, Билокси, Миссисипи, США         | RTD 7 (12), 3:00                                  | Счет на момент остановки боя: 67-66, 70-63 (дважды).                                                                                                   |
| 28                                                | 24-4                                              | 20 июля 2019                                      | Омар Фигероа мл. (28-0-1)                         | MGM Grand, Лас-Вегас, Невада, США                   | UD 12 (12)                                        | Счет: 119-107 (трижды). Фигероа в нокдауне в 1-м раунде.                                                                                               |
| 27                                                | 23-4                                              | 9 марта 2019                                      | Шон Портер (29-2-1)                               | Dignity Health Sports Park, Карсон, Калифорния, США | SD 12 (12)                                        | Счёт: 117-111, 113-115, 112-116. Бой за титул чемпиона мира по версии WBC (1-я защита Портера) в полусреднем весе.                                     |
| 26                                                | 23-3                                              | 8 сентября 2018                                   | Сезар Мигель Баррионуэво (34-3-2)                 | Барклайс-центр, Бруклин, Нью-Йорк, США              | UD 12 (12)                                        | Счет: 119-109, 120-108 (дважды). |
| 25                                                | 22-3                                              | 16 июня 2018                                      | Джонатан Батиста (18-13)                          | Ford Center at The Star, Фриско, Техас, США         | TKO 2 (8), 1:16                                   | |
| 24                                                | 21-3                                              | 17 февраля 2018                                   | Рэй Робинсон (24-2)                               | Mandalay Bay Events Center, Парадайс, Невада, США   | TKO 7 (12), 1:05                                  | |
| 23                                                | 20-3                                              | 26 августа 2017                                   | Томас Дюлорме (24-2)                              | T-Mobile Arena, Лас-Вегас, Невада, США              | UD 10 (10)                                        | Счет: 94-91, 93-92 (дважды). |